# De danske kronregalier
De danske kronregalier er værdighedstegn for det danske kongehus.
De danske kronjuveler, heriblandt Christian 4.s krone og Christian 5.s krone, dronningekronen, scepteret, rigsæblet og rigssværdet, kongens eksemplar af Kongeloven, effekterne til salvingsceremonien, smykker m.v. er udstillet på Rosenborg Slot i København, og samlingen bevogtes af Den Kongelige Livgarde. De danske kronjuveler samt tronstolene og de tre sølvløver indgår i den permanente udstilling. Kroningstæppet udstilles dog normalt kun en gang årligt for at undgå skader fra lyspåvirkningen.

## Baggrund
Tanken om danske kronregalier har efter enevældens indførelse 1660 ligget Frederik 3. så stærkt på sinde, at hans ældste søn, tronfølgeren, umiddelbart efter hans død kunne have de synlige tegn på sin arvede ret til tronen i hænde, at han, trods mangel på penge, i al hemmelighed har ladet udføre en ny og fra de tidligere brugte forskellige kroningsregalier. I sammenhæng dermed lod han også lave en tronstol af narhvalstand med dertil hørende løver af sølv, alt sammen for at give den første enevældige konges tronbestigelse så megen glans som muligt, samtidig med, at de ved denne højtidelighed benyttede, iøjnefaldende pragtsager betegnede et tydeligt brud med fortiden.

## Kroner
Der er første gang ved Christian 5.s kroning benyttede danske kronregalier, krone, spir, sværd og æble, som siden har været benyttede af alle enevældskongerne ved deres kroninger, sidste gang af Christian 8. 1840, og som endnu er i brug ved kongens castrum doloris.
Regalierne er udførte af kongens guldsmed Poul Kurtz, måske med undtagelse af spiret, der er af finere arbejde og vistnok skyldes en anden hånd. De var udstillet hos ham i hans bod på Østergade tre dage før kroningen 7. juni 1671.
Kronen, tegnet på herredømmet, skulle allerede ved sin form kunne skelnes fra valgkongedømmets krone. Mens denne var en åben ring, prydet med opstående, gavltakkede spidser, blev enevældens krone, mulig med Karl den Stores kejserkrone i minde, dannet som en lukket krone, dvs. gavlspidserne på ringen blev forlænget som svagt bøjede radier og mødtes i en fælles knop over ringens centrum. De åbne kroner blev overladt til adelen.
Ringen, et opretstående fladt bånd, på Christian 5.s krone er firdelt ved to meget store safirer, en flad midt for panden og en "tyk safir" diametralt modsat over nakken, en rubin-spinel på den ene og en granat på den anden side. De fire buede stykker af ringen mellem disse stene er prydet med sløjfe- og volutornamenter med diamanter (taffelstene).
Den gamle kongerings spidse gavle er på enevældens krone blevet til otte palmetter, fire større og fire mindre, med diamantbesatte ribber; i den forreste palmette, lodret over den flade safir, sidder en "Diksten" – en svær taffelsten. Gavlspidsernes forlængelser danner flade, diamantbesatte bøjler, der mødes over ringens centrum, hvor de samles i en blåt emaljeret, diamantbesat kugle (globe) med et diamantbesat kors på toppen.

### Dronningekrone
Dronning Charlotte Amalie bar ingen krone, enten det nu var, fordi hun som reformert ikke hørte til folkekirken, eller på grund af Christian 5.s opfattelse:
»at Dronninger nu herefter ikke som udi forrige Valgrige behøver nogen Kronings- eller Salvings-Ceremonie, men formedelst deres Ægteskab med en Arvekonge fuldkommen kronede og med alle Regalier zirede ere«.
Dette blev dog ikke overholdt for de følgende dronningers vedkommende. Frederik 4.s dronning, Louise, blev kronet med en utvivlsomt til hende udført »net liden« dronningekrone, med hvilken også Frederik 4. kronede hendes efterfølgerske, Anna Sophie Reventlow. Sophie Magdalene ville imidlertid ikke benytte den af Anna Sophie bårne krone, men lod en ny udføre af hofguldsmeden Fabritius.
Dronningens krone, der i modsætning til kongens 8-bøjlede kun er 6-bøjlet og kun besat med diamanter, er bygget som kongens, men er slankere, højere og spinklere.

## Rigsæble, rigssværd og salvebuddike
Rigsæblet betegner det kristne verdensherredømme – æblet er i virkeligheden en globe, verdenskuglen; det er en kugle af guld med et bælte af diamanter, på hvilken står lodret en halvcirkel af diamanter; på dennes top et diamantbesat kors. 
Rigssværdet, tegnet på den værnende, straffende og dømmende øvrighed, er mere en kårde end et sværd med diamantprydet hæfte og parerplade. Skeden, hvis dupsko er besat med diamanter, er betrukket med rødt fløjl og bærer på ydersiden landsdelenes våben over hinanden; hvert våben er prydet med en lille diamantbesat guldkrone. 
Til kronregalierne hører endnu salvebuddiken, i hvilken olien opbevaredes. Den er af guld, emaljeret og besat med diamanter.